# Carneoryctes psilus
Carneoryctes psilus är en skalbaggsart som beskrevs av Phillip B. Carne 1957. Carneoryctes psilus ingår i släktet Carneoryctes och familjen Dynastidae. Inga underarter finns listade.